# Gòrgides
Gòrgides o Gòrgidas (en llatí Gorgidas, en grec antic Γοργίδας) fou un noble tebà, company d'Epaminondes.
Després de la recuperació de Cadmea ocupada per una guarnició espartana (379 aC) i de la mort d'Àrquies i Leontiades de Tebes, Epaminondes i Gòrgides es van unir a Pelòpides i el van introduir a ell i als seus confederats, a l'assemblea tebana, demanant al poble a lluitar pels déus i per la llibertat, segons diu Plutarc.
L'any 378 aC Gòrgides i Pelòpides van ser beotarques i van projectar pactar amb Esfòdries, el governador espartà que Cleombrot I d'Esparta havia deixat a Tèspies, per aconseguir que l'espartà envaís l'Àtica, cosa que hauria portat a l'enfrontament entre Atenes i Esparta. A més de Plutarc, en parlen Xenofont i Diodor de Sicília.